# 代鉛劑
代鉛劑（英語：Lead Substitute）一種特別為原使用高級汽油的車輛改用無鉛汽油時，設計的汽油添加劑。以取代四乙基鉛燃燒後在引擎排氣閥座上產生潤滑薄膜的功能，防止未強化過的引擎排氣閥座磨損縮陷，確保引擎性能。但是有些使用高級汽油的車輛，其實是設計成可以是用無鉛汽油的、只是沒有觸媒轉換器而已，因此不需要添加代鉛劑。
代鉛劑並不會增加汽油的辛烷值。

## 使用注意事項
- 二行程機車沒有排氣閥座問題均可改用無鉛汽油，不需加代鉛劑。[2]
- 觸媒轉化器的車輛不能使用代鉛劑。[3][4]
- 代鉛劑的稀釋劑成份比汽油重，長期高劑量可能導致火星塞及氣缸內積碳。[2]